# Champlin (Minnesota)
Champlin – miasto w Stanach Zjednoczonych, w stanie Minnesota, w hrabstwie Hennepin.